# Bian Yuqian
Bian Yuqian (卞雨倩S, Biàn YǔqiànP; 14 giugno 1990) è una pallavolista cinese.
Gioca nel ruolo di palleggiatrice nello Shanghai Dong Hao Lansheng Nuzi Paiqiu Julebu.

## Carriera
La carriera di Bian Yuqian inizia nel 2001, quando entra nel settore giovanile dello Shanghai Sheng Paiqiu Dui, dove gioca per cinque annate. Viene promossa in prima squadra nella stagione 2006-07, debuttando così in Volleyball League A: nel corso delle stagioni si classifica diverse volte al secondo o terzo posto; nel 2010 viene convocata per la prima volta nella nazionale cinese, vincendo la medaglia d'oro alla Coppa asiatica 2010, mentre un anno più tardi, con la selezione universitaria, ottiene quella d'argento alla XXVI Universiade.

## Palmarès

### Nazionale (competizioni minori)
- Coppa asiatica 2010
- Universiade 2011